# Сквер Василя Бузина

Анотаційний знак

Сквер Василя Бузина — сквер в Ленінському районі Севастополя, на вулиці Пушкіна на самому краю обриву Південної бухти. Розбитий після радянсько-німецької війни на місці зруйнованих будівель.
6 травня 1974 року був названий ім'ям Василя Івановича Бузина, начальника міського відділу міліції, який загинув на бойовому посту в період оборони Севастополя в 1942 році.
У сквері встановлено пам'ятник працівникам міліції, які загинули, захищаючи Севастополь в 1941—1942 роках і колона з бюстом О. С. Пушкіну.